# لوئیس ماریانو

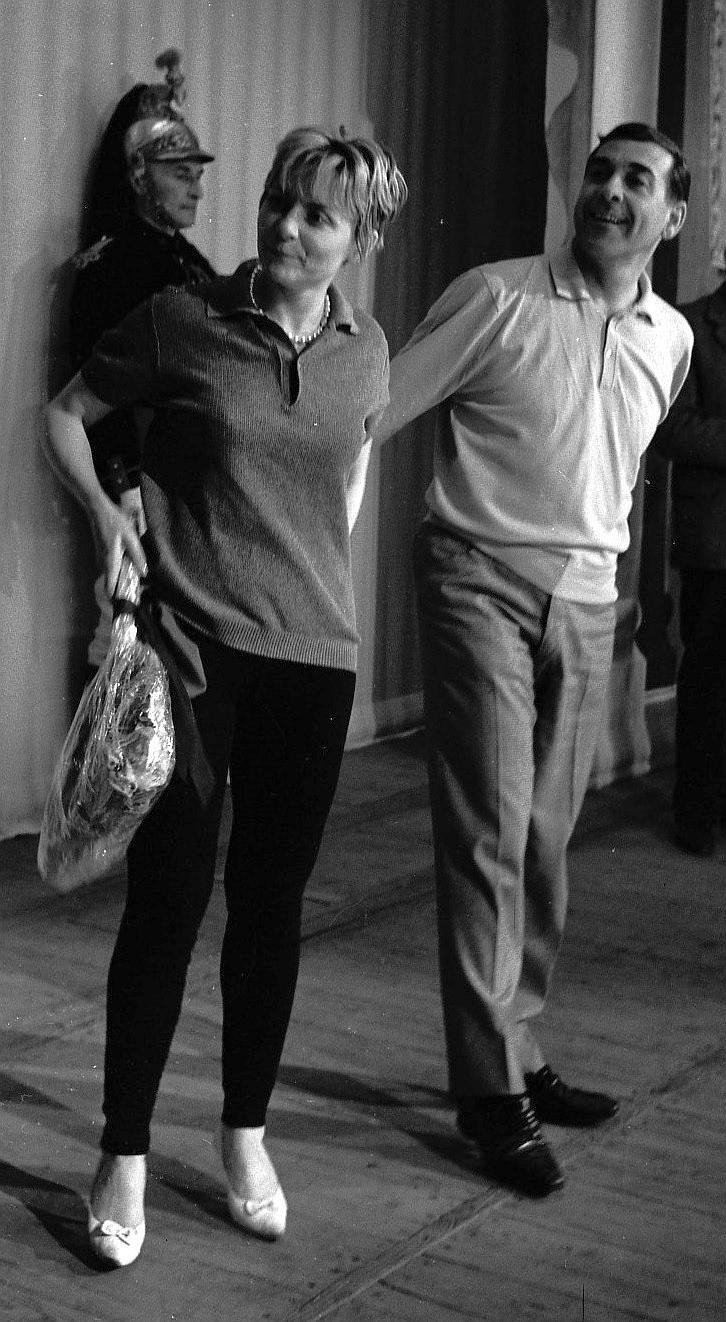
نگارهٔ لوئیس ماریانو در کنار آنی کوردی - ۱۹۶۴

لوئیس اوزه بیو گونزالس ای گارسیا (۱۳ آگوست ۱۹۱۴ - ۱۴ ژوئیه ۱۹۷۰) که با عنوان لوئیس ماریانو نیز شناخته می شود، خواننده تنور محبوب اسپانیایی با اصالت باسکی بود که در سال ۱۹۴۶ با اپرت La belle de Cadix ( زیبای کادیس) اثر فرانسیس لوپز به شهرت رسید.
او در سال ۱۹۵۴ در فیلم Adventures of the Barber of Seville (ماجراهای آرایشگر سیویل) و در ۱۹۵۷ در فیلم Le Chanteur de Mexico (خواننده مکزیکی) به ایفای نقش پرداخت. بازی ماریانو در این دو فیلم وی را در فرانسه نیز به شهرت و محبوبیت فراوانی رساند.
در فیلم زیبای روز هشتم اثر کارگردان بلژیکی ژاکو فان دورمل، در صحنه ای از فیلم شخصیت لوئیس ماریانو در حال خواندن یکی از آوازهایش ظاهر می شود.